# George Johnston
George Johnston (Manchester, 1 september 1998) is een Schots voetballer die bij voorkeur als centrumverdediger speelt. Hij stond sinds augustus 2019 onder contract bij Feyenoord.

## Clubcarrière

### Jeugd
Johnston speelde op negenjarige leeftijd in jeugdteams van de Engelse club Liverpool. Door de jaren heen ontwikkelde hij zich als centrumverdediger en speelde hij enkele jaren in de Premier League onder 23 divisie 1.

### Feyenoord
Op 7 augustus 2019 tekende Johnston een contract voor twee seizoenen bij Feyenoord, met nog een optie voor een extra seizoen. Hier zat hij in zijn eerste seizoen wel regelmatig bij de wedstrijdselectie, maar tot een officieel debuut kwam het niet. Op 12 september 2020 maakte hij zijn officiële debuut. In de uitwedstrijd in de Eredivisie tegen PEC Zwolle. Hij viel na 82 minuten in voor de geblesseerde Bart Nieuwkoop. Feyenoord won deze wedstrijd met 0–2.

## Clubstatistieken

### Beloften
| Seizoen        | Club             | Competitie                        | Competitie | Competitie |
| Seizoen        | Club             | Competitie                        | Wed.       | Dlp.       |
| -------------- | ---------------- | --------------------------------- | ---------- | ---------- |
| 2016/17        | Liverpool FC –23 | Premier League onder 23 divisie 1 | 1          | 0          |
| 2017/18        | Liverpool FC –23 | Premier League onder 23 divisie 1 | 13         | 2          |
| 2018/19        | Liverpool FC –23 | Premier League onder 23 divisie 1 | 22         | 2          |
| Clubtotaal     | Clubtotaal       | Clubtotaal                        | 46         | 4          |
| Carrièretotaal | Carrièretotaal   | Carrièretotaal                    | 46         | 4          |

Bijgewerkt t/m 28 april 2019.

### Senioren
| Seizoen        | Club             | Competitie          | Competitie | Competitie | Beker | Beker | Internationaal | Internationaal | Overig | Overig | Totaal | Totaal |
| Seizoen        | Club             | Competitie          | Wed.       | Dlp.       | Wed.  | Dlp.  | Wed.           | Dlp.           | Wed.   | Dlp.   | Wed.   | Dlp.   |
| -------------- | ---------------- | ------------------- | ---------- | ---------- | ----- | ----- | -------------- | -------------- | ------ | ------ | ------ | ------ |
| 2019/20        | Feyenoord        | Eredivisie          | 0          | 0          | 0     | 0     | 0              | 0              | 0      | 0      | 0      | 0      |
| 2020/21        | Feyenoord        | Eredivisie          | 4          | 0          | 0     | 0     | 0              | 0              | 0      | 0      | 4      | 0      |
| Clubtotaal     | Clubtotaal       | Clubtotaal          | 4          | 0          | 0     | 0     | 0              | 0              | 0      | 0      | 4      | 0      |
| 2020/21        | → Wigan Athletic | Football League One | 0          | 0          | 0     | 0     | 0              | 0              | 0      | 0      | 0      | 0      |
| Clubtotaal     | Clubtotaal       | Clubtotaal          | 0          | 0          | 0     | 0     | 0              | 0              | 0      | 0      | 0      | 0      |
| Carrièretotaal | Carrièretotaal   | Carrièretotaal      | 4          | 0          | 0     | 0     | 0              | 0              | 0      | 0      | 4      | 0      |

Bijgewerkt op 22 januari 2021.